# Union des familles laïques
L'Union des familles laïques (UFAL), créée en 1988, est une association familiale. En 2005, elle était présente dans 51 départements sous forme d'associations locales fédérées en associations départementales affiliées à l'association nationale.

## Organisation
André Fortané (21 mars 1915 – 1er septembre 2009), alors président du Conseil national des associations familiales laïques (CNAFAL) qu'il avait fondé en 1967, est mis en minorité lors du congrès d'Hourtin en 1988. Il crée alors, avec d'autres militants laïques scissionnaires comme lui du CNAFAL, l'UFAL, vue comme plus radicale. André Fortané est président de l'UFAL jusqu'en 1996.
Cette association fait partie des sept mouvements familiaux « généralistes » membres de l'Union nationale des associations familiales (UNAF) depuis 1991.
Par les articles D141-2 et D141-3 du Code de l'action sociale et des familles, elle nomme de droit un représentant au sein du Haut Conseil de la famille, de l'enfance et de l'âge, étant une des associations qui « représent[e]nt le mouvement familial ».
L'UFAL est agréée « jeunesse et éducation populaire » par le ministère des Sports et comme association d'usagers du système de santé par le ministère des Solidarités et de la Santé,,,.
Son avis est régulièrement recueilli par les commissions parlementaires et elle a été auditionnée par l'Assemblée nationale et le Sénat sur des projets et propositions de loi et des questions telles que le contrat d'union civile, le port des signes religieux à l'école, la famille et les droits des enfants, le port du voile intégral sur le territoire national, l'égalité entre les femmes et les hommes, l'autorité parentale et l'intérêt de l'enfant, les conditions d'exercice par les caisses d'allocations familiales de leurs missions ou la loi de financement de la Sécurité sociale,,,,.
La philosophe Catherine Kintzler est membre de son conseil scientifique.

## Principes
L'UFAL milite pour le renforcement de la loi de 1905 sur la laïcité, qu'elle considère comme trop conciliante avec les religions tout en voulant intensifier la séparation des églises et de l'État.
Ses principales missions statutaires sont :
- assurer la représentation nationale des UFAL locales, départementales et régionales dans tous les domaines et auprès de toutes les instances ;
- définir et défendre les droits et les intérêts matériels et moraux des familles adhérentes, et les représenter en toutes circonstances, d'agir et intervenir en leur nom ;
- agir plus généralement avec tous les partenaires constitutifs de la vie sociale, en vue de garantir les droits sociaux et moraux des familles et de l'enfant, dans le respect de la laïcité de l'État et de la société.

Pour mener à bien ces missions, l'UFAL procède par trois types d'actions :
- action familiale et sociale ;
- représentations ;
- formation et éducation populaire tournée vers l'action.

## Lutte en faveur de la laïcité et contre le cléricalisme

### Campagne en faveur du mariage égalitaire
En 1998, l'UFAL se prononce en faveur d'un PACS abordant la question de la parentalité, et est auditionné par le Sénat le 27 janvier 1999. L'Union des familles laïques a aussi fait campagne en faveur de la loi du 17 mai 2013 ouvrant le mariage aux couples de personnes de même sexe. En août 2012, elle fustige le choix de prière de l'épiscopat catholique à l'occasion de la fête de l'Assomption « tentant de ranimer, contre la majorité nouvellement élue, une guerre idéologique autour de la famille, ». Par la suite, elle sera auditionnée par le rapporteur du projet de loi à l'Assemblée nationale, et par le Sénat.

### Campagne contre le financement public de Civitas
En janvier 2016, après une campagne de trois ans de l'Union des familles laïques et une pétition signée par 16 000 personnes, Civitas, mouvement catholique d'extrême droite, se voit privé de la possibilité d'émettre des reçus fiscaux pour ses donateurs et fait l'objet d'un redressement fiscal de 55 000 €. Pour contourner cette interdiction, Civitas décide de se transformer en parti politique. L'Ufal est soutenue par diverses organisations comme l'Association des libres penseurs de France.